# Konstantin Tołokonnikow
Konstantin Tołokonnikow (ur. 26 lutego 1996) – rosyjski lekkoatleta specjalizujący się w biegu na 800 metrów. 
W 2013 został wicemistrzem świata juniorów młodszych. W 2015 zdobył srebro w biegu na 800 metrów podczas juniorskich mistrzostw Europy, a wraz z kolegami ze sztafety 4 × 400 metrów, sięgnął po złoty medal.
Złoty medalista mistrzostw Rosji.
Rekord życiowy: stadion – 1:45,76 (4 sierpnia 2015, Czeboksary). 

## Osiągnięcia
| Rok  | Impreza                                 | Miejsce    | Pozycja    | Wynik   |
| ---- | --------------------------------------- | ---------- | ---------- | ------- |
| 2013 | Mistrzostwa świata juniorów młodszych   | Donieck    | 2. miejsce | 1:48,29 |
| 2014 | Mistrzostwa świata juniorów             | Eugene     | półfinał   | DSQ     |
| 2015 | Superliga drużynowych mistrzostw Europy | Czeboksary | 4. miejsce | 1:46,42 |
| 2015 | Mistrzostwa Europy juniorów             | Eskilstuna | 2. miejsce | 1:49,00 |
| 2015 | Mistrzostwa świata                      | Pekin      | półfinał   | 1:48,32 |